# Гетто в Корме (Кормянский район)
Гетто в Корме́ (Кормянский район) — еврейское гетто, существовавшее с августа по 8 ноября 1941 года как место принудительного переселения евреев городского посёлка Корма Гомельской области и близлежащих населённых пунктов в процессе преследования и уничтожения евреев во время оккупации территории Белоруссии войсками нацистской Германии в период Второй мировой войны.

## Создание гетто
В соответствии с переписью населения 1939 года в Корме проживал 981 еврей — 40,3 % от общего числа жителей.
Местечко было оккупировано подразделениями вермахта 15 августа 1941 года и находилось под немецкой оккупацией 2 года 3 месяца — до 26 (23) ноября 1943 года. Территория Кормы была включена в военную зону оккупации, являвшейся тыловой областью группы армий «Центр».
Сразу после захвата Кормы гитлеровцы стали проводить антиеврейские мероприятия. Одним из основных пунктов в программе уничтожения евреев была сегрегация. Реализуя нацистскую программу уничтожения евреев, немцы создавали гетто почти во всех городах и населённых пунктах Беларуси, где проживало еврейское население. Так и в Корме оккупанты согнали всех евреев (около 700 человек, по другим данным 1500) местечка в два гетто на улицах Абатурова и Школьную, причём все оставленное имущество у евреев было изъято.
Причина существования двух гетто в местечке Корма объясняется стремлением местных оккупационных властей разделить еврейское население по половому признаку «… было согнано в два лагеря (мужской и женский) еврейское население м. Корма». Территория обоих гетто была обнесена колючей проволокой и охранялась полицейскими.

## Условия в гетто
Режим содержания узников в гетто был чрезвычайно тяжелым, была большая скученность узников, не соблюдались элементарные требования санитарии и гигиены. Пищи выдавалось мало или её не было вообще. По свидетельству Протиковой Е. А., когда к ней в дом заходили знакомые евреи, то «они были измученные, голодные и просили кусочек хлеба».
За время существования гетто нацисты, используя различные методы, отобрали все найденные у евреев ценные вещи и лучшую одежду. Обитателей гетто ежедневно изнуряли тяжелым физическим трудом (земляные работы, заготовка дров и т. д.).

## Уничтожение гетто
В отношении евреев нацистами применялись репрессивные меры, осуществлявшиеся на фоне полного беззакония. Находившиеся в гетто люди подвергались систематическому избиению, пыткам и издевательствам. В сентябре 1941 года нацисты убили немощных узников гетто (68 человек), причём планы свои они тщательно скрывали: «…к лагерю, где находилось еврейское население, подъехала автомашина немецкой комендатуры. Переводчик, фамилия которого не установлена, заявил, что кто чувствует себя больным выходите, отправим в больницу. На предложение дали согласие много женщин, стариков и детей. Их погрузили в автомашину и отвезли в ров за гор. пос. Корма, где и расстреляли».
Голод, отсутствие санитарно-медицинского обслуживания, изнурительный труд, скученность в местах изоляции приводили к большой смертности евреев местечка. Часть из них умерла в гетто, однако большинство было расстреляно нацистами.
Накануне массовой казни в ночь с 7 на 8 ноября (25 октября и 9 ноября) 1941 года всех евреев согнали в здание средней школы Кормы. Здесь над ними глумились, требуя драгоценности, и вырвали у людей золотые коронки.
Утром, 8 ноября 1941 года, евреев местечка под конвоем подразделения жандармерии повели к месту убийства — оврагу, который находился в 500 метрах от посёлка (на еврейском кладбище на улице Ленина). Гитлеровцы раздевали евреев, после чего убивали выстрелом в затылок. Детей бросали в яму живыми, а затем засыпали землёй. Убийством руководил военный комендант Кормы майор Розмайзель (чех по национальности). Вещи расстрелянных евреев после казни были разграблены.
Всего в Корме были замучены и убиты от 700 до 1500 евреев.

## Память
Опубликованы неполные списки жертв геноцида евреев в Корме.
В 1966 (1975) году в Корме на месте расстрела евреев был установлен обелиск. В 2017 году в посёлке был установлен ещё один памятник убитым евреям.